# 泰国铁路运输
泰國的鐵路網絡目前由泰國國家鐵路局（SRT）管理和經營。干线主要由泰王拉瑪五世之子甘烹碧王子公帕于20世纪初主持修建，此人被稱爲泰國鐵路之父。

## 历史

### 英国提议
泰国国家铁路建设普遍被认为是曼谷王朝拉玛五世（朱拉隆功）的贡献，但事实上泰国铁路的种子早在他父亲即拉玛四世（蒙固）的时代已经落下。在19世纪中叶，英国已经在暹罗的西边和南边分别建立了英属印度和英屬馬來亞殖民地。1855年，维多利亚女王为了扩大英国在暹罗的影响力，派出以英国驻香港总督寶寧和联合秘书巴夏禮为首的外交使团前往曼谷。1855年2月10日，拉玛四世在皇宫亲自接见英国代表团，同时代表团也为拉玛四世带来了众多的礼品，其中之一就是一套可以实际操作的火车模型，包括一台蒸汽机车和一辆铁路客车。维多利亚女王希望通过这件礼物向拉玛四世转达她的愿望，即在泰国建立一个从安达曼海延伸到暹罗湾的铁路系统，以缩短马来西亚半岛和其他地区之间的贸易路线；但坚决抵制殖民统治的拉玛四世，以暹罗经济和人口尚不足以需要兴建铁路为由，向维多利亚女王婉拒了这个请求。尽管如此，拉玛四世最终仍然与英国代表团签订了《鲍宁条约》，彻底打开了暹罗闭关自守的大门，并迫使暹罗走上学习西方国家的改革道路。
拉玛五世于1868年继承王位，并于1873年正式亲政。尽管英国在1855年向拉玛四世提出的请求没有成功，但维多利亚女王并没有放弃她的铁路计划。希望在泰国立足的英国又再向拉玛五世提出，建议由英国东印度公司协助暹罗兴建铁路，而拉玛五世不希望以牺牲国家的独立性为代价来修筑铁路，因此利用与他父亲相若的理由拒绝了英国的提议。

### 早期建设
不过拉玛五世曾经在欧洲多国旅行，对于铁路的重要性深有体会，他认识到兴建铁路可以减轻殖民列强对暹罗施加的压力，并向世界表明暹罗是一个进步和发展的国家。拉玛五世的真正梦想是兴建连接曼谷和清迈的铁路，为此他在欧洲多国咨询铁路工程师并制定了许多计划，至1888年他委托英国工程师进行铁路走线研究和勘察。1888年曼谷电车开通，最初是馬車鐵路系统；1890年泰國國家鐵路局前身暹羅皇家鐵路局成立。1892年曼谷电车电气化，成为泰国首个电气化轨道交通。
1893年泰国第一条铁路--曼谷至北欖府的南北铁路开通。由英国与丹麥出身的暹羅皇家海軍第一任總司令安德烈·迪普莱西·德·黎塞留建立的南北鐵路公司建造。1891年呵叻鐵路公司成立，目的是修建曼谷至清迈的铁路的第一阶段--一條從曼谷到呵叻的標準軌鐵路，由於英國的壓力，工程被授予英國公司。1896年9月1日，鐵路局以英國公司未依合約規定施工，解除了與該公司的合約，并将呵叻鐵路公司國有化。1897年3月26日曼谷至大城全長71公里的鐵路通車，成为后来北線与東北線一部分。
另一边，吞武里 - 碧武里鐵路後來成為南線，全長150公里，於1903年6月19日通車。為了与同樣使用1000毫米米軌的英屬緬甸和英屬馬來亞联系，南線也使用米軌；另外为了降低建造成本，南線不建设跨越昭披耶河橋樑，这使得南線与北線、東北線分割。南線由南方鐵路局管理，暹羅皇家鐵路局管理北線、東北線，改名北方鐵路局。

### 铁路扩张
20世纪初期泰国铁路以北線、南線为基础进行扩张，但受到一战影响，工程进度缓慢。一战束后，南線与北線、東北線分割，以及轨距不同问题，於被提上台面。1917年南、北鐵路局合并为暹羅國家鐵路局，由於所有鄰國都採用米軌，1919年9月泰国決定将轨距统一为米軌，北線全線在接下來的10年全數改軌，同时南線与北線分别在1921、1922年全线通车。
另外在一战束后，新铁路线开始建设，当初被法国阻挡的東線在1926年动工，同年收购美功铁路；1930年到烏汶府的東北線全线通车。1932年暹羅立憲革命后暹羅改名泰國，但暹羅國家鐵路局名称没有更改。1936年暹羅國家鐵路局收购南北铁路，南北铁路在1912~1926年间完成电气化，南北铁路成为当时泰国唯一的电气化重型铁路。
后来泰國參與第二次世界大战並支持日本的軍事擴張，泰國鐵路为了支援日军補給而被擴建，但也因此遭到盟軍的轟炸。泰法戰爭後，泰國占领了法屬印度支那的部分地區，并计划将東線延伸到今日柬埔寨，1941年10月東線延伸開始施工，12月8日日軍入侵泰國，并接管施工，12月22日，金邊和曼谷之間的铁路開始運行。隨著日軍開始向東南亞大陸挺進，需要一條補給線，於是日軍修建了多條軍用鐵路線，將原本中斷的網絡連接起來，以改善其在緬甸和馬來半岛的補給，其中连接缅甸的泰緬鐵路，动用盟軍戰俘施工由于惡劣環境，以及日軍强迫劳动，造成超過三分之一的勞工死亡。

### 戰後重建與停滞
戰爭期間， 由於盟軍的轟炸以及機車和鐵軌的過度使用，泰國鐵路狀況陷入困境。作為恢復工作的一部分，泰國先是142台機車，大量購買了機車。1950年，泰國獲得世界銀行2,530萬美元貸款，以協助重建基礎設施，根據貸款條件，泰國不得將其用於建設任何新線路或購買機車，同时根据世界銀行要求，在1951年7月1日，暹羅國家鐵路局改名為泰國國家鐵路局，並具有國營企業的地位。
1957年之前，泰国公路的狀況普遍較差且未鋪砌，特別是在遠離曼谷的路段，鐵路運輸一直是國家交通的重要方式。然而从1957年友誼路开通后，泰国公路运输取代鐵路運輸，鐵路運輸因此发展停滞。曼谷地区甚至开始拆除铁路，美功铁路被缩短，南北铁路和曼谷电车在1960年被关闭，使得泰國國家鐵路局不再运营電氣化鐵路。隨著與機動車輛的競爭加劇，鐵路開始實施新措施來改善其服務，例如機車車輛的現代化、开行長途夜行列车，但大部分鐵路线路仍维持米軌、单线非电气化。

### 泰国鐵路现况
1990年代以后，随着曼谷城市扩张，以及泛亚铁路计划推动，泰国恢复铁路运输的建设。1999年曼谷大眾運輸系統启用，2004年开通曼谷地鐵。2010年蘇凡納布機場鐵路开始运营，泰國國家鐵路局再次运营标准轨、电气化铁路，不过在2021年10月转交Asia Era One公司(AERA1)營運。2021年11月曼谷近郊铁路浅红线与暗红线开通，是泰國國家鐵路局目前运营路线中唯一电气化铁路。2024年泰国完成南線佛統府到春蓬府的复线化，其他路线区间复线化也在推动。另外，泰国正在与中国合作建设曼谷—廊开高速铁路，运营速度250公里，并计划引进复兴号CR300AF型电力动车组。至于曼谷—清邁高速铁路泰国邀请日本建设，引入新干线技术，但目前尚在討論阶段。
根据2020年数据，泰國國家鐵路局共有4,044公里軌道。目前泰国國家鐵路局运营所有铁路全部皆為米軌。其中大部分為單線鐵路，而少数位於曼谷附近的重要路段為複線鐵路，甚至三線鐵路。泰國國鐵路線網遍及全國47個府，每年載客3500萬人次，並預計在2032年路網擴展至6463公里，服務61個府後客量翻倍。

## 城際鐵路網
泰國共有4,845公里的米軌鐵路網絡（未包括曼谷的捷運路線），所有服務均由泰國國家鐵路局管理。四個主要鐵路線分別為：
- 北线，以清邁為終點。
- 东北线，以烏汶府和老撾邊境的廊開府為終點。
- 东线，以柬埔寨邊界的沙繳府為終點。
- 南线，以馬來西亞邊境的也拉府和那拉提瓦府為終點。

### 與邻國連接
- 馬來西亞 - 有 - 泰国与马来西亚西海岸軌距相同。马来西亚新建的东海岸衔接铁道采用标准轨，与泰国既有米轨轨距不同。
- 寮國 - 有 - 軌距相同（米轨），跨過湄公河的泰寮友誼大橋。泰国曼谷—廊开高速铁路未来将与老挝磨万铁路连接（标准轨）。
- 柬埔寨 - 有 - 軌距相同。
- 緬甸 - 無 - 停用 - （參見死亡鐵路），但泰国铁路北线有計劃延伸至泰缅边境美索口岸[21]

- 泰国铁路列车停靠位于马来西亚边境的巴东勿刹站
- 泰寮友誼大橋，中间为铁路轨道
- 泰缅铁路桂河鐵路橋（日语：クウェー川鉄橋）
- 中泰铁路施工现场

## 城市轨道交通
泰国的城市轨道交通可以追溯至1888年开通的曼谷电车，最初是馬車鐵路系统，1892年曼谷电车电气化，成为泰国首个电气化轨道交通。1893年泰国第一条铁路--南北铁路开通，南北铁路连接曼谷与近郊北欖府，有市郊铁路功能。1905年泰國有軌電車公司在曼谷开业，与曼谷电车竞争，1908年两家公司合并为暹羅電力公司，1927年業務再次轉移至泰國電力公司，1950年1月1日，電車營運權終止，營運權移交給政府。
在曼谷曾经有11条有轨电车路线，然而随着公路运输取代鐵路運輸，鐵路運輸因此发展停滞。曼谷地区甚至开始拆除铁路，美功铁路被缩短，南北铁路和曼谷电车在1960年被关闭。曼谷城市轨道交通仅剩利用泰国国铁路线开行的大曼谷通勤铁路。直到1990年代以后，随着曼谷城市扩张、交通拥堵，曼谷才恢复铁路运输的建设。

### 泰国国铁通勤铁路
泰国国铁运营的通勤铁路包括利用泰国国铁路线开行的大曼谷通勤铁路，又称为SRT通勤铁路；美功铁路；以及2021年11月开通的曼谷近郊铁路浅红线与暗红线。

### 曼谷大眾運輸系統
曼谷大眾運輸系統（BTS Sky Train）為曼谷的第一套現代城市軌道交通系統，於1999年12月5日啟用，由BTS集團运营。目前由3條路線和64個車站組成，全長69.97公里，採用由西門子公司和中國中車長客研發的電聯車，旅客捷運系統金線使用庞巴迪Innovia APM列车。

### 曼谷地鐵
2004年7月3日，曼谷地鐵（英文簡稱MRT）正式啟用。目前由4條路線和107個車站組成，全長135.9公里，地铁採用由西門子公司研發的電聯車，2条单轨采用庞巴迪INNOVIA單軌300型列车，在中國蕪湖的中車浦鎮龐巴迪運輸系統公司制造。

### 蘇凡納布機場捷運
2010年8月， 蘇凡納布機場捷運竣工，連接蘇凡納布機場、披耶泰BTS站以及目甲訕地鐵站，全長28.6公里、设8个车站，使用西门子Desiro列车运行。